# Roderick MacKinnon
Roderick MacKinnon (Burlington, 19 de fevereiro de 1956) é um químico estadunidense.
Conjuntamente com Peter Agre, foi laureado com o Nobel de Química de 2003 devido aos seus estudos mecanísticos sobre canais iónicos.

## Contribuições científicas
Os canais de potássio demonstram uma atividade aparentemente contraintuitiva: eles permitem a passagem de íons de potássio, ao passo que não permitem a passagem de íons de sódio, muito menores. Antes do trabalho de MacKinnon, a arquitetura molecular detalhada dos canais de potássio e os meios exatos pelos quais eles conduzem os íons permaneciam especulativos.
Em 1998, apesar das barreiras ao estudo estrutural das proteínas integrais da membrana que frustraram a maioria das tentativas por décadas, MacKinnon e colegas determinaram a estrutura molecular tridimensional de um canal de potássio de uma actinobactéria, Streptomyces lividans, utilizando cristalografia de raios-X. Com essa estrutura e outros experimentos bioquímicos, MacKinnon e colegas foram capazes de explicar o mecanismo exato pelo qual ocorre a seletividade dos canais de potássio.
Sua pesquisa premiada foi conduzida principalmente na Cornell High Energy Synchrotron Source (CHESS) da Cornell University e na National Synchrotron Light Source (NSLS) do Brookhaven National Laboratory.

Em 2007, ele se tornou um membro estrangeiro da Academia Real de Artes e Ciências da Holanda.